# 아르켈라오스 1세

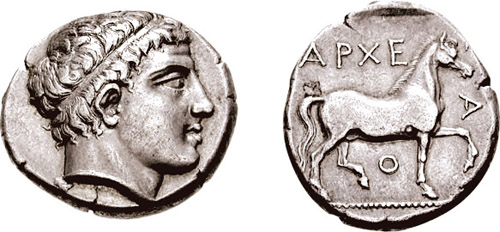

아르켈라오스 1세(그리스어: Άρχέλαος Α는 마케도니아 왕국의 왕(413 ~399 BC)으로 페르디카스 2세를 계승하였다. 그는 여자 노예의 아들로 삼촌과 사촌 그리고 적자였던 그의 이복 형제들을 몰살하고 왕이 되었다. 그러나 그는 능력이 있고 자비로운 군주로 증명되었으며 나라의 행정과 군사 및 상업의 개선으로 알려져 있다. 그리고 마케도니아의 수도를 아이가이에서 펠라로 이전했으며, 아가톤, 에우리피데스 등의 여러 문인 및 제우크시스 등의 많은 예술가들을 초청하였다. 또한 고대 올림픽을 재정비해 발전시켰으며, 직접 전차 경주에 참여해 우승을 차지하기도 했다.